# إيرل أ. باول الثالث
إيرل أ. باول الثالث (بالإنجليزية: Earl A. Powell III) هو مؤرخ الفن أمريكي، ولد في 24 أكتوبر 1943 في سبارتانبرغ في الولايات المتحدة.